# 広島県立尾道東高等学校
広島県立尾道東高等学校（ひろしまけんりつおのみちひがしこうとうがっこう）は、広島県尾道市東久保町にある県立高等学校。
文部科学省の「SELHi」の指定を受け、英語教育にも力を入れている国際教養コースなどを設置している。

## 概要
進学校で割合的には女子が多い。なお作家・林芙美子の母校として有名で、校内には記念碑がある。通称は、尾東（おのひがし）、或いは単に東高と呼ばれ、おのみちバスのバス停留所名には後者が使われている。
歴史
1909年（明治42年）創立の高等女学校を前身とする。1948年（昭和23年）の学制改革により新制女子高等学校に、翌1949年（昭和24年）の組織改編により男女共学の高等学校となった。2014年（平成26年）に創立105周年を迎えた。
設置課程・学科
全日制課程 普通科 （普通コース・国際教養コース）
校訓
「自主・自律」
教育方針
日本国憲法及び教育基本法の理念に基づき、本校の校訓である自主・自律の精神を継承し、人格の完成をはかるとともに、平和で民主的な国家及び社会の完成に寄与する人材を育成する。豊かな人間性の涵養と陶冶を教育活動を行い、「理想は高く、また清く」、女学校の伝統に支えられながら、多様な活動を取り入れ日々成長を続ける。
- 1.確かな学力の向上
- 2.豊かな心の育成
- 3.体力の向上

校章
尾道水道が別名「鶴湾」と呼ばれていることにちなみ、鶴の絵を背景にして中央に「高」の文字を置いている。
校歌
1950年（昭和25年）に制定。作詞は勝承夫、作曲は平井康三郎による。歌詞は3番まであり、1番と3番に校名の「東高校」が登場する。

## 沿革
- 1908年（明治41年）12月21日 - 「尾道市立高等女学校」として設置が認可される。
- 1909年（明治42年）4月20日 - 開校。定員を200名とする。
- 1910年（明治43年）- 寄宿舎（定員50名）を設置。
- 1912年（明治45年）3月 - 第1回卒業式を挙行し、46名が卒業。
- 1918年（大正7年） - 校歌（旧校歌）を制定。作詞は三橋六次郎、作曲は亀井ハナによる。
- 1921年（大正10年）4月1日 - 移管により「広島県立尾道高等女学校」と改称。
- 1924年（大正13年）- 校章・校旗を制定。
- 1925年（大正14年）- 制服・制帽を制定。
- 1931年（昭和6年）- ベヒシュタインピアノが到着。創立20周年を記念して講堂が完成。
- 1948年（昭和23年）5月3日 - 学制改革により「広島県尾道東高等学校」に改称。
- 1949年（昭和24年）
  - 4月30日 - 高校三原則に基づく公立高等学校再編により総合制の高等学校となる。普通科と生活科を併置し、男女共学を開始。
  - この年 - 校章を制定。
- 1950年（昭和25年）- 校歌を制定。
- 1957年（昭和32年）- 林芙美子記念碑を除幕。
- 1961年（昭和36年）4月1日 - 生活科を家政科に改称。
- 1965年（昭和40年）3月31日 - 家政科を廃止。
- 1968年（昭和43年）10月1日 - 「広島県立尾道東高等学校」（現校名）と改称。
- 1969年（昭和44年）- 体育館兼講堂（現・第1体育館）が完成。
- 1973年（昭和48年）- 本館を改築。
- 1974年（昭和49年）- 特別教室が完成。
- 1976年（昭和51年）- 第8学区（尾道地区）として広島県立尾道北高等学校との間で総合選抜制を開始。
- 1977年（昭和52年）- 普通教室を改築。
- 1979年（昭和54年）- 特別教室が完成。
- 1980年（昭和55年）- 創立70周年を記念して同窓会館が完成。
- 1984年（昭和59年）- 第2グラウンドが完成。
- 1990年（平成2年）- 第2体育館が完成。創立80周年を記念してベヒシュタインピアノを修理。
- 1993年（平成5年）- クラブ部室等が完成。
- 1998年（平成10年）- 総合選抜制が廃止され、単独選抜を開始。
- 2002年（平成14年）4月1日 - 普通科に国際教養コースを設置。文部科学省よりスーパー・イングリッシュ・ランゲージ・ハイスクールの研究校に指定される。
- 2005年（平成17年）4月 - 再び、スーパー・イングリッシュ・ランゲージ・ハイスクールの研究校に指定される。
- 2009年（平成21年）- 創立100周年記念式典を挙行。

## ピアノ「ベヒシュタイン」
- 1931年に購入したベヒシュタイン社製のピアノを修復を重ねながら所有しており、現在は1990年（平成2年）に竣工した第二体育館・空調室に設置されている。式典や演奏会の際に演奏が行われる[1]。
- 2006年には、ピアニスト西村由紀江が来校し演奏を行った。この場面は、日本テレビ「遠くへ行きたい」で放送された。

## 行事
- 6月 - 瑠璃祭（文化祭）
- 7月 - フィリピン・セブ海外語学研修（1・2年生希望者）
- 9月 - 体育祭
- 10月 - カナダ海外語学研修（国際教養コース 2年生）
- 10月 - 東京修学旅行（2年生普通科普通）

## 出身者
（五十音順）
- 久保田洋司（ミュージシャン） - THE 東南西北
- 小坂由美子（歌手）
- 中川和彦（法学者）- 一橋大学博士課程修了、成城大学名誉教授、上智大学イベロアメリカ研究所名誉所員
- 林芙美子（小説家）- 『放浪記』などで有名
- 水ノ上智邦（経済学者）- 同志社大学修士課程修了、就実大学教授
- 光原百合（推理作家）- 大阪大学修士課程修了、元尾道市立大学教授

## 交通
最寄りの鉄道駅
- JR西日本 山陽本線 「尾道駅」

最寄りのバス停留所
- おのみちバス
  - 尾道駅 - 三美園（大迫団地）方面（市役所前経由便のみ）「東高前」下車すぐ（ただし2013年現在、平日2本、土日祝日1本しか運行されていない）
  - 市内本線「防地口」下車徒歩約5分

## 周辺
- 旧尾道市立久保小学校
- 尾道市立中央図書館
- るり保育所、尾道生涯学習学習センター